# Johann Michael Malzat
Johann Michael Malzat, né le 21 avril 1749 à Vienne et mort le 13 mai 1787 à Innsbruck, est un compositeur et violoncelliste autrichien de la période classique, principalement actif en Haute-Autriche, au Tyrol et au Sud-Tyrol.

## Biographie
Johann Michael Malzat naît le 21 avril 1749 à Vienne, fils du musicien et compositeur bohème Josef Malzat (1723–1760) qui était violoniste au Burgtheater et à la cathédrale Saint-Étienne de Vienne, et qui procura leur première formation à ses deux fils Ignaz et Johann Michael,,,,. 
Il arrive en Autriche à un jeune âge et est formé comme enfant de chœur et violoncelliste à l'abbaye de Kremsmünster, en Haute-Autriche,.
Il travaille ensuite en 1771 à l'abbaye de Lambach puis à l'abbaye de Stams au Tyrol, où il est professeur de musique au séminaire des garçons de 1778 à 1780,. Dans les années 1780 et 1781, il travaille dans le Sud-Tyrol à Bolzano, où il espère en vain décrocher un poste de musicien paroissial. 
De 1781 à 1784, Johann Michael Malzat travaille à Schwaz au Tyrol, à Wilten et à Stams. Vers 1784 il travaille à Schwaz pour le comte de Tannenberg.
Durant les deux dernières années de sa vie, Malzat travaille comme maître de chœur à l'église d'Innsbruck.
Johann Michael Malzat meurt le 13 mai 1787 à Innsbruck,,.
Son frère Ignaz Malzat (1757–1804) était compositeur et hautboïste de cour à Salzbourg, puis à Passau.

## Œuvre
Les œuvres de Johann Michael Malzat furent diffusées, entre autres, par l'éditeur viennois Traeg, qui les proposa dans son catalogue jusqu'en 1799.
- Quintette n° 5 en mi bémol majeur[6]
- Symphonie concertante pour violon, hautbois et orchestre en do majeur[6]
- 3 Messes (1790)[1],[6]
- Salve Regina en fa majeur[6]
- Offertoire[1]
- Te Deum[1]

## Enregistrement
- 2009 : Sinfonia en la majeur sur le CD Sinfonien des 18. Jahrhunderts aus dem archiv des Innsbrucker Musikvereins, par le Concerto Stella Matutina, dir. Silvia Schweinberger, édité par les Tiroler Landemuseen dans la collection Musik Museum - Innsbrucker klassik (ref CD13004)